# Roche (Loara)
Roche – miejscowość i gmina we Francji, w regionie Owernia-Rodan-Alpy, w departamencie Loara.
Według danych na rok 1990 gminę zamieszkiwało 287 osób, a gęstość zaludnienia wynosiła 12 osób/km² (wśród 2880 gmin regionu Rodan-Alpy Roche plasuje się na 1342. miejscu pod względem liczby ludności, natomiast pod względem powierzchni na miejscu 365.).